# Kursk (Schiff)
Die Kursk (russisch Курск) war ein 1910 in Dienst gestellter Transatlantik-Passagierdampfer der russischen Reederei Russian American Line, der für den Passagierverkehr von Russland nach New York gebaut wurde. Nach der Oktoberrevolution 1917 wurde die Kursk in Großbritannien registriert und 1921 in Polonia umbenannt. Ab 1930 fuhr sie unter polnischer Flagge, bis sie 1939 in Italien verschrottet wurde.

## Das Schiff
Das 7.858 Bruttoregistertonnen (BRT) große Dampfschiff Kursk wurde auf der Werft Barclay, Curle and Company in Glasgow gebaut und lief am 7. Juli 1910 vom Stapel. Das 137,5 Meter lange und 17,2 Meter breite Schiff wurde von zwei Vierfachexpansions-Dampfmaschinen angetrieben, die eine Reisegeschwindigkeit von 15 Knoten ermöglichten. Die Passagierkapazität belief sich auf 120 Passagiere der Ersten, 178 der Zweiten und 1288 der Dritten Klasse. Die Besatzung zählte 290 Personen.
Die Kursk wurde von der Russian American Line bereedert, einem 1900 gegründeten Ableger der Det Østasiatiske Kompagni (East Asiatic Company). Sie wurde für den Passagier- und Frachtverkehr von Libau über Kopenhagen nach New York gebaut und lief am 2. November 1910 zu ihrer Jungfernfahrt auf dieser Route aus. Am 7. Juli 1914 erfolgte die letzte Abfahrt auf dieser Strecke. Am 5. November 1914 dampfte die Kursk von Glasgow nach New York und ab dem 20. November 1914 lief sie von Archangelsk nach New York aus.
Am 13. Dezember 1916 wurde die Kursk auf der Position 56° 23′ N, 7° 19′ W durch eine Mine des deutschen U-Boots U 78 beschädigt. Das Schiff wurde anschließend wieder repariert.
Nach der Oktoberrevolution kam die Kursk 1917 unter britische Registratur und unter das Management der Cunard Line, die sie der United States Navy für deren Cruiser and Transport Force zur Verfügung stellte. Auch mit anderen ehemaligen Schiffen der Russian American Line, die sich im Zug der russischen Revolution auflöste, wurde so verfahren, wie etwa mit der Czar oder der Czaritza. 1921 wurde der Dampfer der Baltic America Line zugeteilt, die wie die Russian American Line von der East Asiatic Company kontrolliert wurde. In diesem Zug erhielt die Kursk den neuen Namen Polonia.
Am 23. Januar 1921 legte die Polonia zu ihrer ersten Fahrt mit dem neuen Namen von Libau über Danzig und Glasgow nach New York ab. Ab dem 8. März 1921 wurde sie auf der Route Libau–Danzig–Boston–New York eingesetzt. Im September desselben Jahres wurde das Schiff überholt und war von da an für 300 Kabinenpassagiere und 500 Dritte-Klasse-Passagiere ausgelegt. Im Oktober 1927 änderten sich die Passagierzahlen erneut auf 120 in der Kabinenklasse, 180 in der Touristenklasse und 500 in der Dritten Klasse. Die letzte Abfahrt im Dienst der Baltic America Line von Danzig über Kopenhagen nach Halifax und New York fand am 31. Oktober 1929 statt.
1930 wurde die Polonia von der polnischen Reederei Gdynia America Line erworben und in Gdynia registriert. Für diese Reederei lief sie ab dem 11. April 1930 die Route Danzig–Kopenhagen–Halifax–New York und ab dem 18. Mai 1930 Gdynia–Kopenhagen–Halifax–New York. Kapitän des Schiffs zu dieser Zeit war Mamert Stankiewicz, der später die Piłsudski kommandierte. Ab 1933 lief das Schiff nach Constanța und Haifa aus, bis es 1939 außer Dienst gestellt und zum Abwracken nach Italien verkauft wurde. Am 5. März 1939 traf die Polonia (ex Kursk) zum Abbruch in Savona ein.